# Rue du Prado

La rue du Prado (en néerlandais: Pradostraat) est une rue piétonne à Molenbeek-Saint-Jean reliant la Place communale à la chaussée de Gand.
Elle a pour particularité de faire partie du noyau commercial de proximité de la commune. Parmi les commerces, des joailliers, un serrurier, des magasins de textile. Autrefois, cette rue abritait exclusivement des commerces de chaussure. La rue est particulièrement animée par la présentation des échoppes en pleine rue en journée 7 jours sur 7.
Historiquement, elle est liée à la « Conspiration du Prado » qui eut lieu à Molenbeek au milieu du XIXe siècle, dans laquelle était notamment impliquée la « Société des Droits et Devoirs de l'Ouvrier » qui tenait ses réunions à « La Cour Royale »
| ___ | Ce site est desservi par la station de métro : Comte de Flandre. |